# مه‌ایل برادکستینگ نتورک
مه‌ایل برادکستینگ نتورک (به کره‌ای: 주식회사 매일방송; انگلیسی: Maeil Broadcasting Network, Inc.؛ اختصاری: ام‌بی‌ان) یک شبکهٔ تلویزیونی کابلی در کره جنوبی است که توسط مه‌ایل بیزنس نیوزپیپر اداره می‌شود.

## لوگوها

۱ مارس ۲۰۰۲ – ۳ ژانویه ۲۰۰۵